# Centrale nucleare di Kola 2
La centrale nucleare di Kola 2 (in russo Кольская АЭС II) è una centrale nucleare russa, attualmente in progettazione, situata a Poljarnye Zori, nell'oblast di Murmansk; è il secondo impianto del sito, affiancato all'impianto di Kola. L'impianto è previsto essere composto da 2 reattori per complessivi 2600 MW di tipologia VVER-TOI.